# Jupiter Inlet Colony
Jupiter Inlet Colony és una població dels Estats Units a l'estat de Florida. Segons el cens del 2000 tenia 368 habitants.

## Demografia
Segons el cens del 2000, Jupiter Inlet Colony tenia 368 habitants, 180 habitatges, i 124 famílies. La densitat de població era de 789,4 habitants/km².
Dels 180 habitatges en un 12,2% hi vivien nens de menys de 18 anys, en un 64,4% hi vivien parelles casades, en un 3,3% dones solteres, i en un 31,1% no eren unitats familiars. En el 23,9% dels habitatges hi vivien persones soles el 15% de les quals corresponia a persones de 65 anys o més que vivien soles. El nombre mitjà de persones vivint en cada habitatge era de 2,04 i el nombre mitjà de persones que vivien en cada família era de 2,38.
Per edats la població es repartia de la següent manera: un 10,6% tenia menys de 18 anys, un 1,1% entre 18 i 24, un 12,2% entre 25 i 44, un 36,1% de 45 a 60 i un 39,9% 65 anys o més.
L'edat mediana era de 60 anys. Per cada 100 dones de 18 o més anys hi havia 92,4 homes.
Entorn de l'1,6% de les famílies i el 3,9% de la població estaven per davall del llindar de pobresa.

## Poblacions properes
El següent diagrama mostra les poblacions més properes.